# 宇都宫文星短期大学
宇都宫文星短期大学（日语：／ Utsunomiya Bunsei Tankidaigaku *），简称文星短，是過去一所位于日本栃木县宇都宫市的私立短期大学。

## 概要

### 简介
- 源流成立于1911年[1]、短期大学为于1989年开办[1]、由学校法人宇都宫学园经营。是男女同校[2]。

### 历史
- 1989年 宇都宫文星短期大学成立[1]并同时设置两个学科、以下列举[3]。
  - 美术学科（招生到于1998年、停办于2000年）
  - 文化学科
- 2004年 文化学科改编为地区总合文化学科[1]。
- 2023年 停辦。

### 宪章
- 请参看宇都宫文星短期大学的标志（页面存档备份，存于） （日語） 2014年2月12日阅览。

## 学校环境
- 校区：在栃木县宇都宫市

## 历任校长
- 上野秀文：第一代短期大学校长[4]。
- 上野孝子：现在短期大学校长[5]

## 著名人和有关人员
- 小田ひで次：教员

## 组织

### 学科
- 地区总合文化学科

### 前学科
- 美术学科[注 1]
- 文化学科[注 2]

### 专科
| - 没有 |

### 业余课程
| - 没有 |

## 相关链接
- 日本短期大学列表